# 西貞一
西 貞一（にし ていいち、1907年8月31日 - 2001年2月3日）は、日本の陸上競技選手（短距離走）、実業家。同志社大学在学中の1932年、ロサンゼルスオリンピックに200m走と4×400mリレーで出場。日本陸上競技選手権大会の400m走で優勝3回。第二次世界大戦後に、陸上競技用具等のメーカーであるニシ・スポーツを創業した。

## 経歴
京都市生まれ。京都市立第二商業学校卒業後、同志社大学に進学。
同志社大学在学中、1929年（昭和4年）に日本陸上競技選手権大会の400m走で優勝（51秒4）。1931年（昭和6年）には日本陸上競技選手権大会400m走で2度目の優勝（50秒2）。
1932年ロサンゼルスオリンピックの日本代表に選ばれ、男子200メートル走と男子4×400mリレーに出場した。200メートル走では2次予選落ち。4×400mリレー（中島亥太郎・増田礒・大木正幹・西貞一）ではアンカーを務め、5位入賞。同志社大学出身者としては初のオリンピック選手である。
同志社卒業後は朝鮮総督府鉄道に勤務。1933年（昭和8年）には日本陸上競技選手権大会400m走で3度目の優勝を果たした（50秒5）。
1951年、東京都新宿区でスポーツ用品店を開業、のちに陸上器具メーカー「ニシ・スポーツ」となる。